# Karma (album de Kamelot)
Pour les articles homonymes, voir Karma (homonymie).
Albums de Kamelot
The Fourth Legacy
(2000) Epica (album)
(2003)

Karma est le cinquième album du groupe Kamelot sorti en 2001.

## Liste des titres
1. Regalis Apertura (Instrumental) - 1:57
2. Forever - 4:07
3. Wings Of Despair - 4:32
4. The Spell - 4:20
5. Don't You Cry - 4:18
6. Karma - 5:12
7. The Light I Shine On You - 4:15
8. Temples Of Gold - 4:11
9. Across The Highland - 3:46
10. Elizabeth I : Mirror Mirror - 4:22
11. Elizabeth II : Requiem For The Innocent - 3:46
12. Elizabeth III : Fall From Grace - 11:05
13. Ne Pleure Pas (Bonus Track) - 4:14

## Autres informations
Elizabeth est une chanson composée en 3 actes intitulés respectivement : Mirror, Requiem For The Innocent et Fall From Grace. Elle relate l'histoire de Élisabeth Báthory. À travers ce triptyque on aborde les thèmes de la vanité, de la beauté ainsi que celui de la cruauté.
La légende veut que après avoir frappé mortellement une jeune servante le sang de celle-ci touchant la peau de la comtesse lui redonna son éclat d'autrefois.Cet événement précipita la comtesse de sa soif d'immortalité relaté dans la première partie Mirror Mirror, où la comtesse se contemple devant son miroir (scène représenté sur scène par le groupe dans le DVD live de son concert).
La chanson "Fall from Grace" compte 7 minutes et 26 (pour un total de 11 minutes 5 secondes) de silence à la fin de celle-ci parce que Karma était leur cinquième album et que le groupe voulait que le disque dure 55 minutes et 55 secondes.